# František Čelakovský

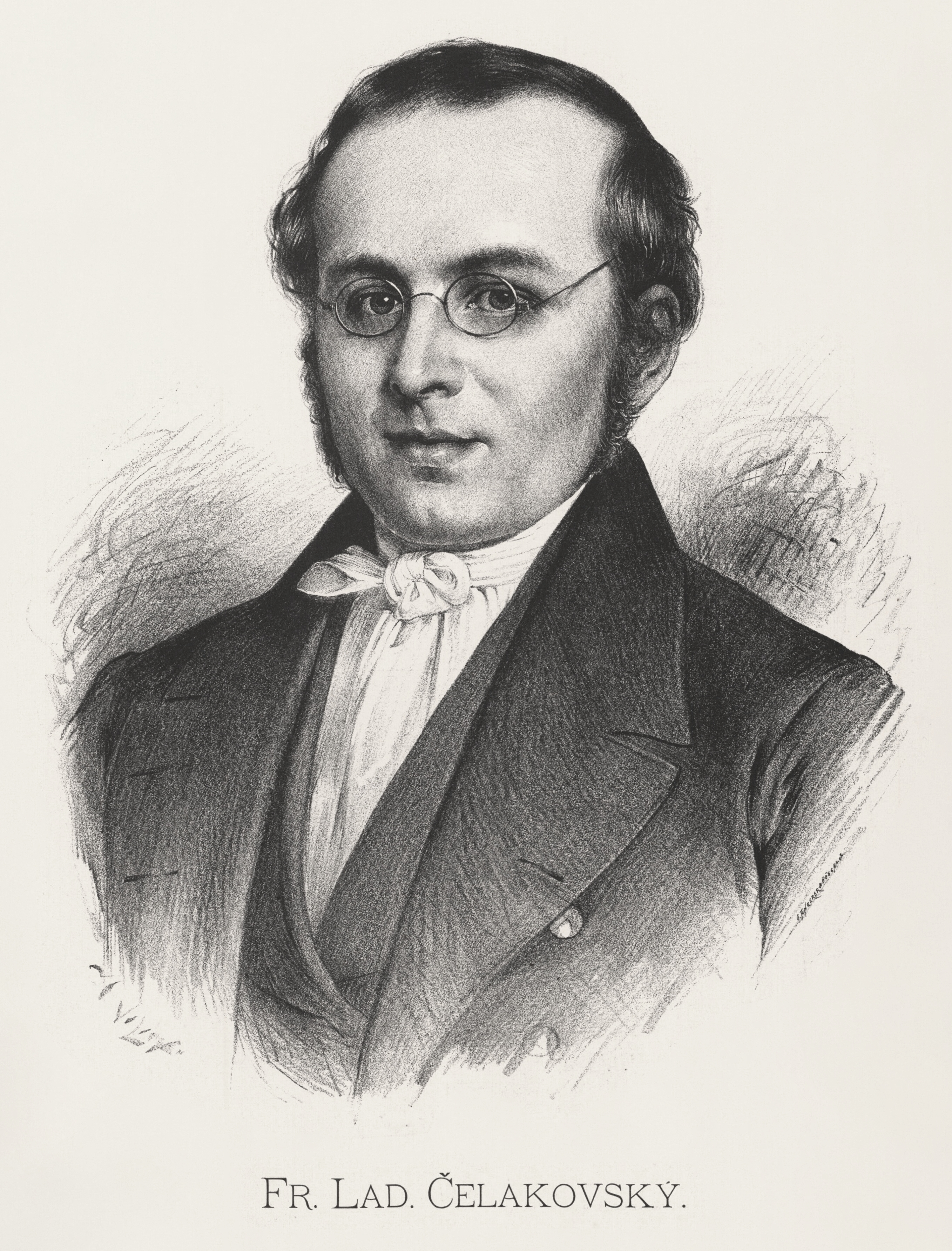
František Ladislav Čelakovský.

František Ladislav Čelakovský (pronunciado en checo 'fɾan.ti.çɛk 'ʧɛ.la.kovs.ːki), conocido también por el seudónimo Marcian Hromotluk (Strakonice, 7 de marzo de 1799 - Praga, 5 de agosto de 1852) fue un escritor y poeta checo del Romanticismo, autor de numerosas obras poéticas, como las publicadas con los nombres de La rosa de cien pétalos, Ecos de los cantos populares rusos de 1829 y Ecos de los poemas populares checos de 1839. Llegó a ser profesor de Filología Eslava en la universidad de Breslavia desde 1842 y en Praga desde 1848. 

## Vida
Realizó sus estudios de enseñanza secundaria en České Budějovice para más tarde cursar Filosofía en la Universidad Carolina de Praga. Debido a sus dificultades económicas, se vio obligado a regresar a estudiar a České Budějovice, pero fue expulsado por leer libros de Jan Hus, el gran reformador protestante e iniciador del nacionalismo checo.
Dedicado a la enseñanza y la traducción, en 1830 aceptó la oferta de fundar y dirigir junto con Pavel Jozef Šafárik y Václav Hanka una biblioteca de temas eslavos en San Petersburgo. De todos modos, pronto recibió una pensión de príncipe Kinský que le permitió un cierto desahogo material. A partir de 1833 desempeñó la labor de editar un periódico en Praga, pero fue destituido tras publicar un artículo que criticaba al Zar de Rusia. En 1838 es nombrado profesor de Filología Eslava en la universidad de Breslavia y desde 1849, de la Universidad Carolina de Praga.

## Obra
Escribió varios volúmenes de poesía. Růže stolistá (La rosa de cien pétalos) está compuesto por cien poemas. Ecos de los cantos populares rusos (1829) es un poema narrativo en el que el héroe, hombre rico, joven y hermoso, se erige en líder del pueblo debido a su valor y en su valedor contra la injusticia. El marco temporal se sitúa en el siglo XV, durante las invasiones turcas y tártaras sobre Rusia.
Ecos de los poemas populares checos (1839) no es tanto una epopeya heroica como un poema satírico y lírico acerca del amor. Muchas de sus ediciones están acompañadas de ilustraciones de Adolf Kašpar. 
También publicó recopilaciones de las baladas o canciones del folclore de Bohemia, Moravia y Eslovaquia, que dedicó a Václav Hanka. Asimismo tradujo cantos folclóricos rusos, serbios y lituanos. Entre sus traducciones de obra culta más famosas están las de obras de Johann Wolfgang von Goethe, Walter Scott y de Johann Gottfried Herder.
- Este artículo toma material traducido de Wikipedia en inglés.

- Datos: Q545818
- Multimedia: František Ladislav Čelakovský / Q545818